# Sekáč (Terry Pratchett)
Sekáč je fantasy kniha Terryho Pratchetta, jedenáctá ze série Zeměplocha.

## Obsah
Smrť dostal výpověď. A také dostal vlastní přesýpací hodiny, což znamená, že mu byl vyměřen zbývající čas. A Smrť se rozhodne pořádně si ho užít.
Mezitím se na Neviditelné univerzitě koná večírek na rozloučenou s Rumpálem Žičkou, stotřicetiletým mágem. Žička má totiž umřít. Jaké je ale (nepříjemné) překvapení ostatních mágů, když Žička žije dál. Tedy přesněji, Žička není živý. On je nemrtvý. A to není vůči ostatním mágům slušné. V Ankh-Morporku se ale začínají dít další podivné věci; objevují se skleněné koule se sněžením uvnitř, hromady hnoje a další dosud neživé věci ožívají a pohybují se. Ve všem je náhle plno života. A když se mágové rozhodnou uspořádat obřad AškEnte, neobjeví se nikdo. Smrť zmizel.
Mezitím se kdesi na venkově, v horách Beraní hlavy, objevuje záhadný jezdec, který se u slečny Zahořalé nechá najmout jako pomocník na sklizeň obilí. Sice trochu tápe v lidských činnostech, ale kosu má OPRAVDU ostrou. Vesničané jsou z Viléma Kliky (jak se nový pomocník údajně jmenuje) nervózní, ale on se tak snaží zapadnout mezi ně. Jediný, kdo pozná, kdo je Vilém Klika zač, je holčička Sally. Tu sice Vilém zázrakem zachrání z hořícího domu, ale jediný způsob, jak jí zachránit život, je dát jí svůj vlastní čas vyměřený pro život.
Situace se stává vážnou. Životní energie je všude a jako vrchol všeho se začínají objevovat zvláštní věci z ohýbaného kovu opatřené kolečky, které se samy pohybují. A co víc, jsou ideálně uzpůsobené k převážení ovoce, dětí či nákupů. Těchto zvláštní vozíků přibývá. A všechny míří k jedinému místu. K místu, kde se objevují nápisy jako "Úplný výprodej!!" či "Neuvěřitelné slevy!!!!!". Mágům nezbývá nic jiného, než tohle hrozné místo zničit.
Nad venkovem se zatím stahují mračna. Všichni si myslí, že se blíží pořádná bouřka. Jen Vilém Klika ví, že přichází nový Smrť. A on má být tím prvním, pro koho si přijde. O půlnoci dojde k souboji a jen díky slečně Zahořalé Vilém Klika/Smrť zvítězí. Ale teprve nejvyšší vládce všeho Azrael rozhodne, kdo je v právu. Smrť se vrací zpět na své místo.

## Další zajímavé postavy
- Auditoři reality – tři šedé postavy, kontroloři činnosti Smrtě
- Albert – Smrťův sluha
- Zahořalá Renata – farmářka, Smrťova dočasná zaměstnavatelka
- Evarie Bochánková – komunikační médium pro styk se záhrobím
- Afekt – trpaslík, zahradník na Neviditelné univerzitě
- Členové Klubu nového začátku – R. Půlbotka (zombie), Šlýžkal (bubák), Lupin (lidodlak), Soulolit (bánší) atd.